# سیارک ۲۰۲۷۴۰
سیارک ۲۰۲۷۴۰ (به انگلیسی: 202740 Vicsympho، نامگذاری:2007LB30) دویست و دو هزار و هفتصد و چهلمین سیارک کشف شده‌است که در ۱۱ ژوئن ۲۰۰۷ کشف شد.